# Bulbophyllum striatum
Bulbophyllum striatum är en orkidéart som först beskrevs av William Griffiths, och fick sitt nu gällande namn av Heinrich Gustav Reichenbach. Bulbophyllum striatum ingår i släktet Bulbophyllum och familjen orkidéer. Inga underarter finns listade i Catalogue of Life.